# Iardanos
Iardanos – w mitologii greckiej król Lidii. Uchodził za syna Zeusa i okeanidy Okyrroe, brata Fotyny i Androsa oraz ojca Omfale. Był następcą Lidusa.